# Henco de Berg
Henco de Berg (Drachten, Smallingerland, 10 december 1967) is een Nederlands organist, pianist, componist en leraar orgel en improvisatie.   

## Opleiding en loopbaan
Henco de Berg begon zijn orgelstudie bij Ernest Gervais in de Agathakerk van Lisse. Hij studeerde orgel aan het Rotterdams Conservatorium bij Arie J. Keijzer en Maurice Pirenne. Door een oogziekte werd hij aan het eind van het eerste studiejaar blind. De Berg volgde interpretatielessen over Johann Sebastian Bach bij Piet Kee in Haarlem en hij studeerde hoofdvak Theorie der Muziek aan het Brabants Conservatorium bij Henk de Croon. Arie J. Keijzer, Jan Welmers en Loïc Mallié waren zijn improvisatiedocenten.
De Berg geeft orgelconcerten in binnen- en buitenland.  
Hij werd in 2003 hoofdleraar orgel en improvisatie aan het Fontys Conservatorium in Tilburg, waar hij organisten opleidde als Mark Christiaanse, Tommy van Doorn en Gijsbert Kok. 
De Berg is actief als componist.
Hij maakte albums met improvisaties en orgelliteratuur in binnen- en buitenland. Tevens bracht hij diverse muziekalbums uit, zoals Henco de Berg bespeelt het hoofdorgel van de Grote of St. Laurenskerk te Rotterdam - improvisaties (2003), L’Orgue Symphonique (2012) en het pianoalbum Lyrical song – The art of improvisation (2019).
Sinds 2002 is De Berg als kerkorganist verbonden aan de Waalse Kerk te Breda. 
Hij publiceerde in vakblad Het Orgel 'De orgelsymfonieën van Arie J. Keijzer'.

## Persoonlijk
Hij is de oudste zoon van Henk de Berg en Nel Hordijk. Hij is de echtgenoot van organiste en Bach/Silbermann-specialiste Jolanda Zwoferink.